# Talulah Riley
Talulah Jane Riley-Milburn (Hertford, 26 settembre 1985) è un'attrice britannica.

## Biografia
Talulah Riley ha recitato in varie serie televisive, fra le quali Doctor Who. Il primo ruolo cinematografico fu quello di Mary Bennet in Orgoglio e Pregiudizio, del 2005.

### Vita privata
Dal 2008 è stata legata sentimentalmente all'imprenditore Elon Musk, che ha sposato nel 2010. I due annunciarono la separazione nel gennaio 2012, ed il divorzio due mesi più tardi. In seguito la coppia si riconciliò, risposandosi nel luglio del 2013, ma già nel dicembre del 2014 veniva presentata un'istanza di divorzio, poi ritirata. Una nuova istanza venne quindi presentata nel marzo 2016, ufficializzando il divorzio nel successivo mese di ottobre.
Dal 2021 ha una relazione con l’attore britannico Thomas Brodie-Sangster, conosciuto sul set di Pistol. La coppia ha annunciato il fidanzamento nel 2023 e i due si sono sposati il 22 giugno 2024.

## Filmografia

### Cinema
- Orgoglio e pregiudizio (Pride & Prejudice), regia di Joe Wright (2005)
- St. Trinian's, regia di Oliver Parker e Barnaby Thompson (2007)
- Friends Forever, regia di Marçal Forés (2007) - cortometraggio
- The Summer House, regia di Daisy Gili (2008) - cortometraggio
- I Love Radio Rock (The Boat That Rocked), regia di Richard Curtis (2009)
- St Trinian's 2 - The Legend of Fritton's Gold , regia di Oliver Parker e Barnaby Thompson (2009)
- Inception, regia di Christopher Nolan (2010)
- Love & Distrust, registi vari (2010)
- Il dilemma (The Dilemma), regia di Ron Howard (2011)
- White Frog, regia di Quentin Lee (2012)
- The Knot, regia di Jesse Lawrence (2012)
- The Liability, regia di Craig Viveiros (2012)
- In a World... - Ascolta la mia voce (In a World...), regia di Lake Bell (2013)
- Thor: The Dark World, regia di Alan Taylor (2013)
- The Last Witness - L'ultimo testimone (The Last Witness), regia di Piotr Szkopiak (2018)
- Bloodshot, regia di Dave Wilson (2020)
- Natale con il babbo (Father Christmas Is Back), regia di Philippe Martinez (2021)

### Televisione
- Poirot (Agatha Christie's Poirot) – serie TV, episodio 9x01 (2003)
- Miss Marple (Agatha Christie's Marple) – serie TV, episodio 2x02 (2006)
- Nearly Famous – serie TV, 6 episodi (2007)
- Phoo Action, regia di Euros Lyn - film TV (2008)
- Doctor Who – serie TV, episodi 4x08-4x09 (2008)
- Westworld - Dove tutto è concesso (Westworld) – serie TV, 11 episodi (2016-2018)
- Pistol, regia di Danny Boyle - miniserie TV, 6 episodi (2022)

## Doppiatrici italiane
Nelle versioni in italiano dei suoi lavori, Talulah Riley è stata doppiata da:
- Veronica Puccio in St. Trinian's, St.Trinian's 2 - La leggenda del tesoro segreto
- Eva Padoan in I Love Radio Rock, Natale con il babbo
- Elena Perino in Orgoglio e pregiudizio
- Mariagrazia Cerullo in Pistol
- Letizia Scifoni in The Liability
- Francesca Manicone in Westworld - Dove tutto è concesso
- Rossella Acerbo in Bloodshot